# Frederick M. Franks Jr.
Frederick Melvin Franks Jr. (West Lawn, Pensilvania; 1 de noviembre de 1936) es un general retirado del Ejército de Estados Unidos. Dirigió el VII Cuerpo de la coalición de la Guerra del Golfo en la maniobra de gran éxito "Left Hook" contra catorce divisiones iraquíes, algunas de las cuales eran de la Guardia Republicana Iraquí, derrotando o forzando la retirada de cada una de ellas con menos de 100 bajas estadounidenses perdidas por la acción enemiga.

## Primeros años
Nacido en West Lawn, Pensilvania, Fred Franks se graduó en la Academia Militar de los Estados Unidos en West Point, Nueva York, en 1959. Tras asistir al Curso Básico para Oficiales de Blindados, al entrenamiento aerotransportado y al de Rangers, se alistó en el 11.º Regimiento de Caballería Blindada en Alemania. A continuación fue destinado como instructor a West Point en la década de 1960.

## Carrera militar
Tras su paso por West Point, Franks se reincorporó al 11.º Regimiento de Caballería Blindada, con el que sirvió en Vietnam. En un periodo de intensos combates, recibió la Estrella de Plata, la Cruz de Vuelo Distinguido, la Medalla de la Estrella de Bronce con el Dispositivo "V", la Medalla Aérea y dos Corazones Púrpuras. Mientras combatía en Camboya resultó gravemente herido y, tras una serie de operaciones infructuosas, perdió la pierna izquierda, que le fue amputada por debajo de la rodilla. Franks luchó por permanecer en una unidad de combate, algo que normalmente no se concede a los amputados, y finalmente se le permitió seguir en armas de combate.
Durante la década de 1980, Franks trabajó para el Estado Mayor del Ejército en el Pentágono, dirigió el 1er Escuadrón del 3er Regimiento de Caballería Blindada en Fort Bliss, trabajó en la Oficina del Jefe del Estado Mayor del Ejército, pasó un año en la Escuela Nacional de Guerra, ocupó varios puestos de alto nivel en el Mando de Adiestramiento y Doctrina del Ejército de los Estados Unidos y, por último, dirigió el 11.º Regimiento de Caballería Blindada, destinado a la frontera de Alemania Oriental como fuerza de cobertura del V Cuerpo.
Tras ser ascendido a general de brigada en 1984, Franks desempeñó, entre otros, los siguientes cargos: Comandante General del Mando de Instrucción del Séptimo Ejército, Comandante General Adjunto de la Escuela de Mando y Estado Mayor del Ejército de Estados Unidos y Director de Planes Operativos e Interoperabilidad (J-7), donde integró eficazmente, por primera vez, todas las funciones de planificación operativa, interoperabilidad y combate del Estado Mayor Conjunto en una única dirección del Estado Mayor Conjunto, lo que se tradujo en un aumento significativo de las capacidades de combate conjunto de Estados Unidos. En 1988, Franks regresó de nuevo a Alemania para dirigir la 1.ª División Blindada, y un año después asumió el mando del VII Cuerpo.

### Guerra del Golfo
A principios de noviembre de 1990, Franks recibió la orden de desplegar el VII Cuerpo en Arabia Saudí para unirse a la coalición internacional que se preparaba para expulsar a las fuerzas iraquíes de Kuwait; y el 24 de febrero de 1991 comenzó el asalto terrestre Tormenta del Desierto, con el VII Cuerpo realizando el ataque principal. El VII Cuerpo constaba de 146.000 soldados estadounidenses y británicos repartidos esencialmente en cinco divisiones blindadas (una era una división de infantería mecanizada y otra de caballería). Contaba con cerca de 1.600 tanques, estadounidenses y británicos, y 800 helicópteros. Como apoyo estaba su mando de apoyo y el mando de apoyo logístico vital, que contaba con más de 26.000 soldados y 15 hospitales. En total, el VII Cuerpo consumía más de dos millones de galones de combustible al día. En 100 horas de maniobras y combates rápidos, el VII Cuerpo libró varios combates con fuerzas iraquíes. Bajo la dirección de Franks, las unidades del VII Cuerpo obtuvieron victorias decisivas en la batalla de Al Busayyah, la batalla de 73 Easting, la batalla de Norfolk y la batalla de Medina Ridge.
El segundo día de la guerra terrestre, el general Norman Schwarzkopf expresó públicamente su frustración por lo que calificó de lentitud del VII Cuerpo, que permitió a elementos de la Guardia Republicana escapar a la destrucción huyendo hacia Basora. Franks explicó posteriormente a un documentalista las razones de su lentitud. Dijo que "pensaba en cuarenta y ocho horas por delante. Quería estar en una postura que cuando golpeáramos a la Guardia Republicana, que les golpeáramos con un puño en masa desde una dirección inesperada a toda velocidad, y así lo que necesitaba hacer era poner al cuerpo en una postura que permitiera que esto sucediera." También le preocupaba el fuego amigo en la fluida fase inicial de las operaciones terrestres. En sus memorias, Franks criticó a Schwarzkopf por ser un soldado de infantería de carrera que tenía poco tacto con las maniobras de las formaciones acorazadas y por ser un "general de castillo" al intentar dirigir la guerra desde un búnker situado a 400 millas al sur, en Riad (Arabia Saudí).
En la historia de las Fuerzas Aéreas de Estados Unidos se atribuye a Franks la aportación de las modernas capacidades ISR a la lucha. Tras presenciar una demostración de JSTARS en el ejercicio Deep Strike en Alemania, Franks se llevó una impresión positiva y le habló maravillas de esta capacidad a Schwarzkopf. El JSTARS resultó indispensable para proporcionar al JFACC información en tiempo real sobre el avance y retirada de las fuerzas terrestres iraquíes.
Tras la Guerra del Golfo, Franks fue ascendido a general y se hizo cargo del Mando de Adiestramiento y Doctrina del Ejército de Estados Unidos. Se retiró en 1994, tras casi 35+1⁄2 años de servicio activo en el Ejército.

## Vida posterior
Franks es ahora presidente de la junta de la VII Corps Desert Storm Veterans Association, que ayuda a los veteranos y familiares de los que sirvieron en el VII Cuerpo durante la Tormenta del Desierto. También ha colaborado con Tom Clancy en un libro, Into the Storm - On the Ground in Iraq. Trabaja con el Programa de Entrenamiento en Mando de Batalla del Ejército de Estados Unidos para altos mandos tácticos y estados mayores enseñando mando de batalla en seminarios y juegos de guerra simulados. También trabaja como consultor, habla públicamente sobre liderazgo y enseña mando de batalla de alto nivel en escuelas militares de Estados Unidos y el Reino Unido. Es miembro del Consejo de Administración de Oshkosh Truck Corporation, del Consejo Asesor de Clientes de United Defense Corporation y del Consejo de Administración de la Academia Militar de Estados Unidos. El 19 de marzo de 2011, recibió el Premio Guardián de la Libertad, otorgado por la West Point Society de Filadelfia en la Union League de Filadelfia.
Franks también recibió el premio Henry Viscardi Achievement Awards 2018, concedido a líderes del sector de la discapacidad.